# Назарова, Евгения Львовна
Евгения Львовна Назарова (род. 1 июня 1947, Москва) — советский и российский историк, специализируется по истории стран и народов Балтии. Кандидат исторических наук, старший научный сотрудник центра Истории Северной Европы и Балтии ИВИ РАН, автор более 200 научных работ по истории Прибалтики и латышам в России и СССР.

## Биография
Евгения Львовна Назарова родилась в Москве в семье преподавателей-историков и с 15 лет увлеклась историей Латвии и древних балтов. В старших классах посещала курсы по истории и археологии для поступающих в вузы, после чего поступила на исторический факультет МГУ имени М. В. Ломоносова.
В 1970 г. окончила истфак по кафедре археологии, защитив под руководством доктора исторических наук, профессора Д. А. Авдусина дипломную работу «Балтские элементы в длинных курганах Смоленской земли и Белоруссии».
Была направлена в аспирантуру в незадолго до этого созданный В. Т. Пашуто сектор истории древнейших государств Института истории СССР АН СССР, в 1974 г. защитила диссертацию по теме «„Ливонские правды“ как исторический источник» (научный руководитель — чл. корр. АН СССР В. Т. Пашуто).
С 1975 по 2002 г. — младший, затем старший научный сотрудник сектора истории периода феодализма Института истории СССР (с 1992 — Института Российской истории РАН), где разрабатывала тему средневековой истории Прибалтийского региона.
С 1999 г. параллельно сотрудничала с Институтом всеобщей истории РАН, где занималась проблемами истории Балтии XIX — начала ХХ в.
С 2003 г. — в штате Института Всеобщей истории РАН, сотрудник центра истории Северной Европы и Балтии. Основная исследовательская тема — история национального возрождения народов Прибалтики, развитие наций и национальных государств латышей и эстонцев (XIX — 1-я пол. ХХ в.). Важное место в исследованиях занимает тема истории латышей в России в XIX — начале ХХ в., разрабатываемая на вновь вводимых в научный оборот архивных материалах.
В 2005—2014 гг. читала курс истории стран и народов Балтии на историческом факультете Государственного академического гуманитарного университета.
С 1989 г. Евгения Львовна — член Московского общества латышской культуры, читает лекции по истории Латвии и водит экскурсии по латышским местам в Москве, с которыми у неё связаны и личные воспоминания: многие из её московских одокашников были выходцами из латышских и смешанных семей.
Евгения Львовна владеет английским, латышским и немецким языками.

## Редакторская деятельность
Е. Л. Назарова — редактор-составитель продолжающегося серийного издания — сборников научных статей и материалов «Россия и Балтия», который ИВИ РАН выпускает с 2000 года. Среди авторов сборников — историки России, стран Балтии, Германии, США, Польши, Беларуси, Франции.
Она с 2002 г. является также членом редколлегии серийного издания «Балто-славянские исследования» (Институт славяноведения и балканистики РАН), членом редколлегии выпусков по истории стран Балтии и Скандинавии электронного научно-образовательного журнала «История»/ «Istorija» ИВИ РАН, ГАУГН.
Е. Л. Назарова входит в международный научный совет журнала по истории стран и народов Балтии «Forschungen zur Baltischen Geschichte» (Тарту, Эстония) и редколлегию научного журнала «Православие в Балтии» (Рига, Латвия).
Она является членом нескольких международных комиссий и проектов по истории стран Балтии и отношений этих стран с СССР и современной Россией.

## Основные работы
Автор многочисленных трудов (около 200 научных статей) по истории стран и народов Балтии, истории латышей в России и СССР. Первой среди историков начала комплексно изучать тему становления латышской нации, а также исследовать тему католической колонизации Прибалтики, предложив новый взгляд на взаимоотношения Руси и германско-шведских колонизаторов и трактовку значимых исторических событий.

### Книги
- Назарова Е. Л. «Ливонские правды как исторический источник», М., Наука, 1980. 218 с.
- Назарова Е. Л. «История лейманов в Ливонии». М., ИРИ РАН, 1990. — 162 c. ISBN 5-201-00552-7
- Назарова Е. Л. «Крестоносцы и Русь. Конец XII в. −1270 г.» (по латинским, немецким и русским источникам). Тексты, переводы, вступительные статьи, комментарии). М., Индрик, 2002. (совместно с В. И. Матузовой). — 447 с. ISBN 5-85759-183-X

### Статьи
- Назарова Е. Л. Латышская интеллигенция в России. 2-я пол. XIX в. К проблеме самосознания нетитульной нации в многонациональном государстве// Россия и Балтия. М., 2000. С. 16-34.
- Назарова Е. Л. Псков и Ливония в XIII в. Война за «псковское наследство»// Псковские Губернские Ведомости. № 11(82) −14(85), 2002 .
- Назарова Е. Л. Дата основания Риги в контексте истории крестовых походов // Балто-славянские исследования. 2000—2001. XV. М., 2002.
- Назарова Е. Л. Псков и Ливония в 40-90—х г.г. XIII в. // Civitas et Castrum ad Mare Balticum. Baltijas arheoloģijas un vēstures problēmas dzelzs laikmetā un viduslaikos. Rakstu krājums-veltījums ist. loc., prof. Andrim Caunem. Rīgā, 2002. 591—608. lpp.
- Назарова Е. Л. Из истории псковско-латгальского порубежья (Округ Абрене в исторической ретроспективе) //Псков в российской и европейской истории. Сб. статей, посв. 1100-летию первого упоминания Пскова в летописи. Под ред. В. В. Седова. Псков, 2003.
- Назарова Е. Л. Русский язык как инструмент русификации/обрусения Остзейского края в политике властей и представлениях общественности Российской империи. XIX в.//«Исторический путь литовской письменности». Вильнюс, 2005. С. 260—290.
- Назарова Е. Л. Программа интеллектуального развития латышей и политика русификации в эпоху Александра Ш // Сб.ст. «Имперские и национальные модели управления: российский и европейский опыт». Материалы международной научной конференции. Казань, 2006. М., ИВИ РАН, 2007. c. 194—202.
- Назарова Е. Л. Латышские педагоги в России // «Интеллигенция в многонациональной империи. Русские, латыши, немцы. 19 — начало 20 в.». М., ИВИ РАН, 2009, с. 128—220.
- Назарова Е. Л. Францис Балодис в Москве. 1907—1917 (по материалам московских архивов) // Arheoloģija un etnogrāfija. RĪGA, 2010. 24. Laid. — 28.-36. lpp.
- Назарова Е. Л. Для блага Латвии, для блага России: Кришьянис Валдемарс и российский флот//Эл. журнал ИВИ РАН История/Istorija. В.5: История стран Северной Европы и Балтии. М., 2011. 3 а.л.
- Назарова Е. Л. Latvians in the Service Class of the Russian Empire// Russia on the Baltic. Imperial Strategies of Power and Cultural Patterns of Perception (16th-20th Centuries)// Ed. Karsten Brüggemann and Bradley D.Woodwoth (Quellen und Studien zur Baltischen Geschichte. Bd 22). Wien, Köln, Weimar:Böhlau Verlag. 2012, p. 331—343.